# Volo British European Airways 530
Il volo British European Airways 530, noto anche come incidente di Mistberget (in norvegese Mistberget-ulykken), fu un Douglas C-47 Skytrain che si schiantò contro il monte Mistberget a Eidsvoll, in Norvegia, il 7 agosto 1946 alle ore 14:00 circa. L'aereo, della British European Airways (BEA), era in rotta su un volo di linea partito dall'aeroporto londinese di Croydon e si schiantò durante l'avvicinamento all'aeroporto di Oslo-Gardermoen.
Tre dei cinque membri dell'equipaggio persero la vita nell'incidente e tutti e dieci i passeggeri sopravvissero; due rimasero gravemente feriti, mentre gli altri riuscirono a mettersi in salvo. L'inchiesta non riscontrò alcun difetto all'aereo, ma citava un errore di navigazione causato da una combinazione di addestramento insufficiente e carenze nel sistema di bordo, come le apparecchiature radio a bassa frequenza del velivolo.

## Il volo
L'aereo dell'incidente era un Douglas C-47A-5-DK Skytrain, c/n 12348 e registrato G-AHCS, equipaggiato con due motori Pratt & Whitney R-1830-92, il cui primo volo si svolse nel 1944, operato dalla British European Airways. Il volo era un servizio di linea dalla base della BEA all'aeroporto di Croydon vicino a Londra all'aeroporto di Oslo-Gardermoen. Gardermoen fungeva da aeroporto secondario di Oslo per il più centrale aeroporto di Oslo-Fornebu. Tuttavia, la BEA scelse di utilizzare Gardermoen perché aveva bisogno di piste più lunghe per operare il Vickers VC.1 Viking. L'aereo era dotato di un equipaggio di cinque persone e trasportava dieci passeggeri. Due dei passeggeri erano norvegesi, gli altri erano britannici.

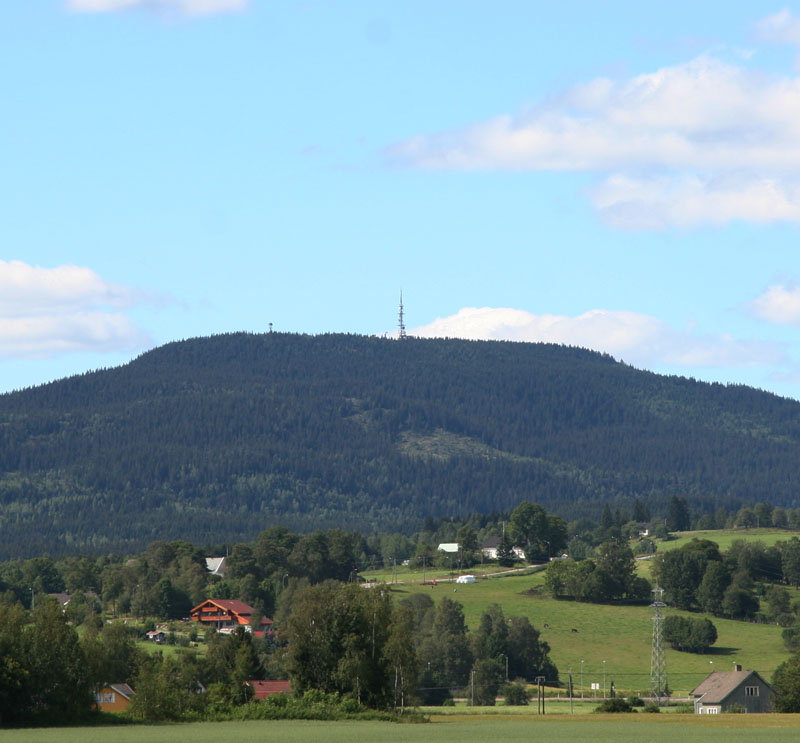
Il monte Mistberget.

Alle 13:44, l'operatore radio chiese al controllo del traffico aereo il permesso di atterrare utilizzando il sistema di navigazione radio a bassa frequenza. Gardermoen confermò e notò che lo Skytrain era l'unico aereo presente in zona. Non ci furono ulteriori comunicazioni radio tra lo Skytrain e il controllo del traffico aereo. Il velivolo superò la stazione radio, situata 8 km (5,0 miglia) a nord dell'aeroporto e pochi minuti dopo si schiantò contro gli alberi sul versante orientale del Mistberget a un'altitudine di 620 m (2.030 piedi). L'aereo arò un tratto di foresta lungo 100 m (330 piedi) prima di fermarsi. In quel momento l'aereo si stava dirigendo verso sud, parallelamente al versante. La commissione concluse che l'aereo era sotto il controllo del pilota al momento dell'impatto.
L'impatto dell'incidente causò il distacco dei motori, che scivolarono per 20 m (66 piedi) oltre la fusoliera. I detriti erano sparsi nell'area, con una pala dell'elica trovata a 50 m (160 piedi) di distanza dal velivolo. Tre membri dell'equipaggio, il capitano, il primo ufficiale e l'operatore radio, morirono nell'impatto.
Due dei passeggeri illesi, un britannico e un norvegese, camminarono dal relitto alla fattoria di Askheim, dove poterono avvisare dell'incidente per telefono. Una squadra di soccorritori fu immediatamente inviata da Gardermoen. Rimasero sul posto per circa quattro ore; il tempismo fu necessario per liberare lo steward dal relitto. Lui e un passeggero rimasero gravemente feriti e furono trasportati in auto all'ospedale di Stensby. Il resto dei passeggeri fu in grado di camminare da solo e venne curato per shock post-incidente e tagli.

## L'indagine e la causa
Il Ministero dei Trasporti e delle Comunicazioni norvegese nominò una commissione d'inchiesta il giorno dell'incidente. Fu guidata dal maggiore Halle e composta dal vice capo della polizia Skalmerud, dall'ingegnere Truls Dahl, dal pilota Odd Olsen, dal capitano Thorleif Eriksen e da un rappresentante delle autorità aeronautiche britanniche. Il loro rapporto fu pubblicato nel gennaio 1947. Conclusero che il pilota aveva il pieno controllo dell'aereo e che non vi erano guasti, un tipico volo controllato contro il suolo. Affermarono che la causa dell'incidente era da attribuire a una condotta di volo impropria, causata da un addestramento insufficiente nella navigazione radio, combinato con carenze nelle apparecchiature.
Al momento dell'incidente, c'era una copertura di nuvole di dieci decimi e una base delle nubi di 3.000 m (9.800 piedi), con una visibilità inferiore a 15 km (9,3 miglia). Il vento è stato registrato a 3 nodi (1,5 m/s; 3,5 mph). La virata dell'aereo, la rotazione dei motori e l'impatto sono stati uditi da un testimone. I passeggeri dissero di non aver notato nulla di insolito finché non hanno visto degli abeti rossi sfrecciare oltre il finestrino.
Il sistema di radiofrequenza era stato recentemente calibrato due volte e la commissione non aveva riscontrato anomalie negli aiuti alla navigazione. D'altra parte, l'equipaggiamento dell'aereo era stato impostato sulla bussola anziché sull'antenna. Ciò avrebbe reso il fascio a nord del cono di silenzio largo venti gradi anziché quattro. Sebbene non decisivo, fu citato come uno svantaggio per il pilota nella navigazione. L'equipaggiamento radiofrequenza dell'aereo era inoltre privo di un ricevitore per il radiofaro di segnalazione, a causa della mancanza di componenti sufficienti. Ciò costrinse i piloti a calcolare manualmente la distanza dal radiofaro. L'equipaggio eseguì la virata procedurale nell'area corretta, ma, secondo il libretto di istruzioni di rotta, non avrebbe dovuto trovarsi a un'altitudine inferiore a 1.000 m (3.300 piedi), quindi l'aereo era troppo basso, a causa dell'avvio prematuro della discesa.